# Runkst

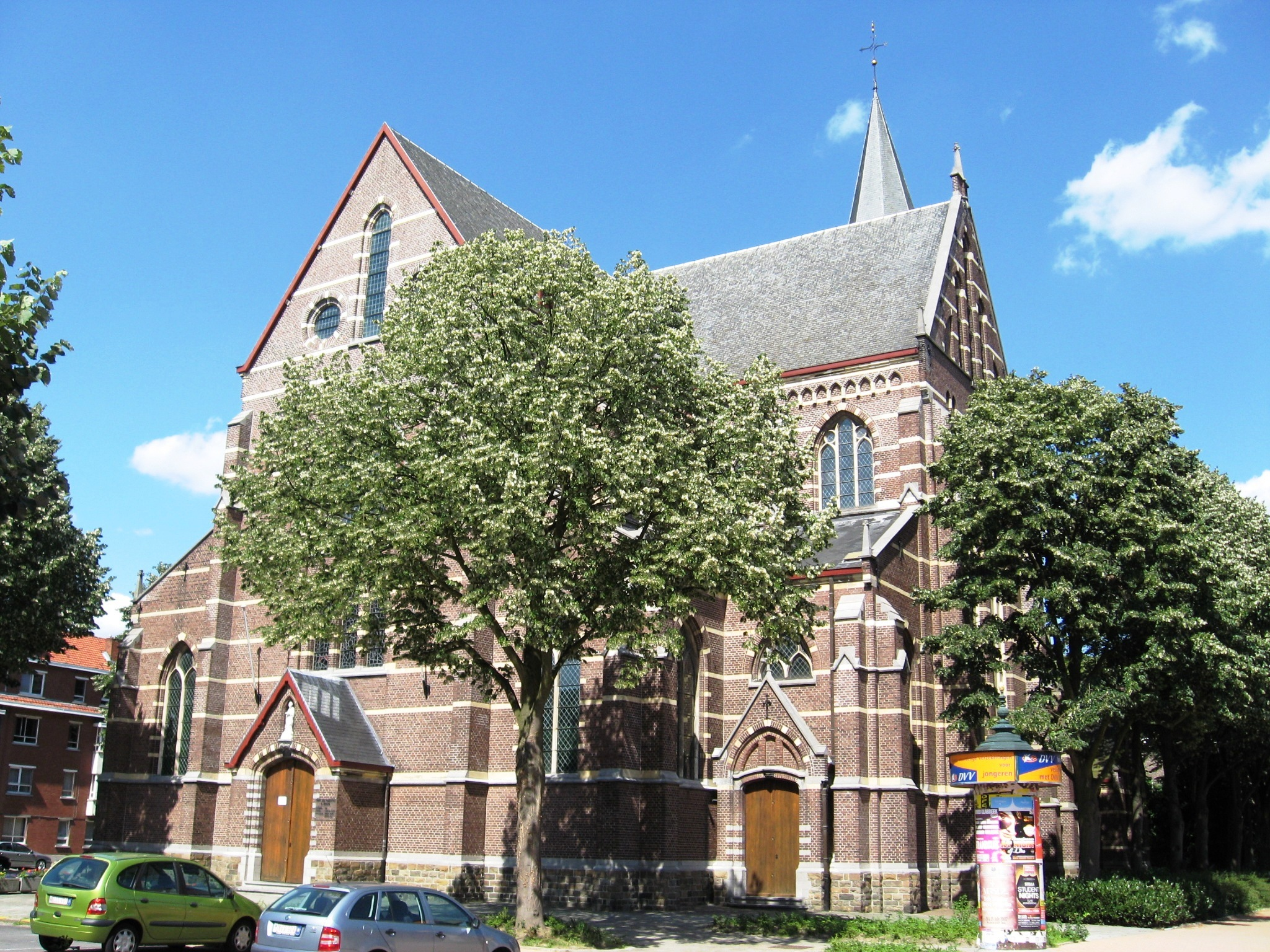
De Sint-Hubertuskerk

Runkst is een stadsdeel van de Belgische stad Hasselt. Het telde in 2021 12.370 inwoners.
Runkst is gelegen ten zuidwesten van het stadscentrum. Het stadsdeel wordt in het noorden begrensd door de spoorlijn naar Diest, in het oosten door de spoorlijn naar Sint-Truiden, in het zuiden door de deelgemeente Sint-Lambrechts-Herk en in het westen door de deelgemeenten Stevoort en Kuringen.
Runkst-Centrum is de wijk gelegen binnen de Grote Ring rond Hasselt, met in 2021 9.338 inwoners; het gedeelte buiten de singel telde toen 3.032 inwoners.
Runkst wordt doorkruist door de wegen naar Sint-Truiden en Stevoort.

## Geschiedenis
Aanvankelijk was Runkst een klein landelijk gehucht van Hasselt dat buiten de stadsmuren gelegen was. Runkst heette vroeger 'Rongese' en werd voor het eerst vermeld in een oorkonde uit 1147. Het toponiem is vermoedelijk afgeleid van het Latijnse werkwoord 'runcare', een stam die verwijst naar het rooien van een bos. Hilst, Runkst en Dormael zijn de drie oude gehuchten van het huidige Runkst die opgetekend staan in een leenboek uit 1390. De gehuchten liggen vandaag ingesloten binnen de driehoek tussen de huidige Sint-Truidersteenweg, de Fonteinstraat en de Kuringersteenweg.
In het begin van de 20e eeuw zocht de stad uitbreiding buiten de oorspronkelijke stadsmuren en ontstond er lintbebouwing aan de weg naar Sint-Truiden. Aan de achterzijde van het station (richting Stevoort) kwamen vooral arbeiderswoningen. Rond deze twee uitbreidingsbewegingen ontstond een woonwijk en al snel werd er een parochie gesticht, toegewijd aan Sint-Hubertus. In 1921 werd de Sint-Hubertuskerk ingewijd. Vooral na de Tweede Wereldoorlog bleef Runkst snel uitbreiden door de bouw van nieuwe woonwijken wat resulteerde in de stichting van nog 2 parochies: Sint-Christoffel in het westen en de Heilig-Kruis-parochie in het zuiden. Begin 21e eeuw wordt de wijk bevolkt door een zeer heterogeen publiek, zowel naar etniciteit als naar sociale klasse.

## Bezienswaardigheden
- De neogotische Sint-Hubertuskerk uit 1921
- De Kapel van Hilst uit 1850. Op die plaats vonden in 1798 zware gevechten plaats tijdens de Boerenkrijg.
- Runkster höfke, stadswijngaard en kleinste wijngoed van het land.
- De Watertoren.

## Natuur en landschap
Runkst-Centrum vormt de dichtbevolkte wijk ten zuidwesten van het stadscentrum van Hasselt. Buiten de Grote Ring is het landschap agrarischer, met vooral bebouwing langs de ringweg, de Runkstersteenweg en de Sint-Truidersteenweg en ook in de sociale woonwijk Ter Hilst. In het noorden ligt het natuurgebied Tommelen, dat bestaat uit een weide met vele poelen, een stuk bos en een boomgaard.
Runkst ligt in Vochtig-Haspengouw, op een hoogte van ongeveer 35 tot 50 meter.
Deelgemeenten: Guigoven · Hasselt · Kermt · Kortessem · Kuringen · Sint-Lambrechts-Herk · Spalbeek · Stevoort · Stokrooie · Wimmertingen · Vliermaal · Vliermaalroot · Wintershoven

Stadsdelen: Banneuxwijk · Heilig-Hartwijk · Kapermolen · Runkst · Sint-Catharinawijk · Sint-Martinuswijk

Overige plaatsen: Godsheide · Heide  · Kanaalkom · Kiewit · Overdemer · Rapertingen · Schimpen  · Tuilt

Belgische gemeenten · Arrondissement Hasselt · Limburg · Vlaanderen